# Kubai gyümölcsdenevér
A kubai gyümölcsdenevér (Brachyphylla nana) az emlősök (Mammalia) osztályának a denevérek (Chiroptera) rendjébe, ezen belül a kis denevérek (Microchiroptera) alrendjébe és a hártyásorrú denevérek (Phyllostomidae) családjába tartozó faj.

## Előfordulása
A Kajmán-szigetek, Kuba, a Dominikai Köztársaság, a Turks- és Caicos-szigetek és Haiti területén honos. Egykor előfordult a Bahama-szigeteken és Jamaicában.

## Megjelenése
A kubai gyümölcsdenevér szőre szürkésfehér. Testtömege 45 gramm alatt van.

## Életmódja
Tápláléka virágpor, magvak gyümölcsök, nektár és rovarok.

## Szaporodása
A párzási időszak októberben van. A nőstény decembertól áprilisig hozza világra egyetlen kicsinyét.